# Wrony (województwo warmińsko-mazurskie)
Wrony (niem. Groß Wronnen, 1938–1945 Großwarnau) – wieś w Polsce, położona w województwie warmińsko-mazurskim, w powiecie giżyckim, w gminie Giżycko.
W latach 1975–1998 wieś administracyjnie należała do województwa suwalskiego. 
We Wronach znajduje się niewielkie osiedle domów letniskowych.